# Высшая лига КВН 1991
Сезон Высшей лиги КВН 1991 года — пятый сезон возрождённого телевизионного КВН.
Сезон 1991 года проходил по той же схеме, что и предыдущий сезон — восемь команд играют в четвертьфиналах, потом четыре в полуфиналах, и две в финале. К тому же, в конце каждой четвертьфинальной игры выступает с заявкой на участие в следующих сезонах новая команда КВН. Этими командами стали: «Парни из Баку», «Волга-Волга» из города Камышина, команда КВН Краснодарского политехнического института и «Коммунарские парижане». Только краснодарцы так и не сыграли в Высшей лиге в последующих сезонах, хотя образ «Кубанских казаков» всё же появился в сезоне 1999 года.
В этом сезоне в Клубе появились две новые команды, в будущем ставшие чемпионами — это военная команда из Львова «Эскадрон гусар», и первая кавказская команда возрождённого КВН — ЕрМИ. Обе команды зарекомендовали себя уже в январе на втором фестивале «КиВиН», который состоялся на этот раз в Тюмени. Кроме них, в сезон вернулись участники первого сезона — «Уральские дворники» и МИСИ, чемпионы второго сезона — НГУ, и участники предыдущего сезона — МАГМА. Молодое поколение КВНщиков из УПИ объединилось с командой ТМИ и образовало первую внутриклубную сборную под названием «Соседи», многие авторы «Дворников» перешли в новую команду. Таким образом, сезон 1991 стал первым, в котором играли две не московские команды из одного города (и обе представляли один и тот же ВУЗ). Восьмым участником стала команда ЛФЭИ, новый коллектив, но со знакомыми КВНщиками в составе (Михаил Шац, Михаил Щедринский и другие участники ленинградских команд предыдущих сезонов).
На четвертьфинальных играх члены жюри совещались между собой и выставляли одну общую оценку. Таблички вернулись в полуфиналах.
1991-й был последним годом существования СССР. Полуфиналы сезона стали последними играми КВН при Советском Союзе, а финал был сыгран на следующий день после подписания Советом Республик Верховного Совета декларации о прекращении существования СССР. Команда НГУ, победившая во втором полуфинале, сыграла и в последней игре при СССР, и в первой после его распада. Выиграв у дебютантов из Львова, новосибирцы стали последними чемпионами всесоюзного КВН.

## Состав
В сезон Высшей лиги 1991 были приглашены восемь команд:
1. Эскадрон гусар (Львов)
2. ЕрМИ (Ереван)
3. Соседи (Тюмень — Екатеринбург[3])
4. ЛФЭИ (Санкт-Петербург[4])
5. МАГМА (Москва) — второй сезон в Высшей лиге
6. МИСИ (Москва) — второй сезон в Высшей лиге
7. Уральские дворники (Екатеринбург[3]) — третий сезон в Высшей лиге
8. НГУ (Новосибирск) — второй сезон в Высшей лиге

Чемпионом сезона стала команда КВН НГУ.

## Игры

### Четвертьфиналы
Первый четвертьфинал
- Дата игры: 30 марта
- Тема игры: Тридцать лет спустя
- Команды: Эскадрон гусар (Львов), МАГМА (Москва)
- Жюри: Юлий Гусман, Андрей Дементьев, Ярослав Голованов, Урмас Отт, Леонид Ярмольник
- Конкурсы: Приветствие («Эпиграф»), Разминка («Перехваченная записка»), Музыкальный конкурс («Шерше ля фам»), Литературный конкурс («Интрига с предметами»), Домашнее задание («Свистать всех наверх!»)

| Команда        | Приветствие | Разминка | общий | Муз. конкурс | общий | Литературный | общий | ДЗ  | Итого |
| -------------- | ----------- | -------- | ----- | ------------ | ----- | ------------ | ----- | --- | ----- |
| Эскадрон гусар | 4           | 3        | 7     | 4            | 11    | 3            | 14    | 6,1 | 20,1  |
| МАГМА          | 4           | 3,5      | 7,5   | 3,5          | 11    | 4            | 15    | 5   | 20    |

Результат игры:
1. Эскадрон гусар
2. МАГМА

- Несмотря на то, что КВН в 1991 году исполнилось 30 лет, круглой дате была посвящена только эта игра. Впервые к юбилею был приурочен весь сезон в 1996 году.
- «Гусары» выиграли эту игру с разницей в одну десятую балла после того, как МАГМА была впереди на целый балл перед финальным конкурсом. После этой игры МАГМА вернулась в Высшую лигу только спустя три года, в сезоне 1994-го года, где дошла до полуфинала.
- На этой игре была дежурной команда ВИСИ.
- С заявкой на участие в следующем сезоне выступили «Парни из Баку».
- Разминка закончилась конкурсом капитанов, в котором участвовали Анатолий Кочанов (МАГМА) и Станислав Завьялов («Эскадрон гусар»).

Второй четвертьфинал
- Дата игры: 28 апреля
- Тема игры: Сказки
- Команды: МИСИ (Москва), Уральские дворники (Свердловск)
- Жюри: Ярослав Голованов, Сергей Бабкин, Андрей Дементьев, Михаил Мишин, Леонид Ярмольник
- Конкурсы: Приветствие («Жили-были»), Разминка («Сказочная разминка»), Музыкальный конкурс («Колыбельная для взрослых»), Литературный конкурс («Сказка-'91»), Домашнее задание («Я не волшебник, я только учусь»)

| Команда            | Приветствие | Разминка | общий | Муз. конкурс | общий | Литературный | общий | ДЗ | Итого |
| ------------------ | ----------- | -------- | ----- | ------------ | ----- | ------------ | ----- | -- | ----- |
| МИСИ               | 3           | 3        | 6     | 4            | 10    | 2            | 12    | 3  | 15    |
| Уральские дворники | 5           | 3        | 8     | 3            | 11    | 3            | 14    | 4  | 18    |

Результат игры:
1. Уральские дворники
2. МИСИ

- На этой игре в конкурсе «литературный экспромт» на вопросы друг друга отвечали капитаны команд Леонид Ямпольский (УПИ) и Михаил Горшман (МИСИ).
- Обе команды играли в первом сезоне Высшей лиги в 1986 году, а команда МИСИ — в первой игре того сезона (получила звание «Первая команда Клуба»).
- Команда ГАЗ была дежурной командой на этой игре.
- С заявкой на участие в следующем сезоне выступила команда КВН краснодарского политехнического института.

Третий четвертьфинал
- Дата игры: 25 мая
- Тема игры: Школа
- Команды: НГУ (Новосибирск), Соседи (Тюмень — Свердловск)
- Жюри: Леонид Ярмольник, Зиновий Высоковский, Урмас Отт, Юлий Гусман, Сергей Бабкин
- Конкурсы: Приветствие («Характеристика на самих себя»), Разминка («Несколько вопросов из школьной программы»), Музыкальный конкурс («Урок музыки»), Литературный конкурс («Отцы и дети»), Домашнее задание («Школьные годы чудесные»)

| Команда | Приветствие | Разминка | общий | Муз. конкурс | общий | Литературный | общий | ДЗ | Итого |
| ------- | ----------- | -------- | ----- | ------------ | ----- | ------------ | ----- | -- | ----- |
| НГУ     | 4           | 2        | 6     | 5            | 11    | 4            | 15    | 5  | 20    |
| Соседи  | 3,5         | 2,5      | 6     | 5            | 11    | 4            | 15    | 4  | 19    |

Результат игры:
1. НГУ
2. Соседи

- На этой игре выступила с заявкой команда КВН «Волга-Волга», г. Камышин.
- В составе команды «Соседи» играли будущие авторы команды «Дрим тим» и журнала «Красная бурда», а также будущие участники команды «Уральские пельмени» Дмитрий Соколов и Сергей Исаев.
- На этой игре Игорь Шаров из команды КВН НГУ показал первую из трёх пародий на Олега Газманова (песня «Я сегодня не такой, как вчера» на мотив песни «Свежий ветер»).
- На этой игре НГУ, впервые на советском телевидении, показали пародию на Верховный Совет СССР.

Четвёртый четвертьфинал
- Дата игры: 8 июля
- Тема игры: Всё о кино
- Команды: ЕрМИ (Ереван), ЛФЭИ (Ленинград)
- Жюри: Сергей Соловьёв, Ярослав Голованов, Урмас Отт, Игорь Кваша, Юлий Гусман, Евгений Герасимов
- Конкурсы: Приветствие («Кинопробы»), Разминка («Названия фильмов»), Киноконкурс («Видеореклама»), Музыкальный конкурс («Песни вокруг кино»), Литературный конкурс («Великий немой»), Домашнее задание («Кадры решают всё»)

| Команда | Приветствие | Разминка | общий | Киноконкурс | общий | Муз. конкурс | общий | Литературный | общий | ДЗ | Итого |
| ------- | ----------- | -------- | ----- | ----------- | ----- | ------------ | ----- | ------------ | ----- | -- | ----- |
| ЕрМИ    | 3           | 2,5      | 5,5   | 4           | 9,5   | 3,5          | 13    | 4            | 17    | 7  | 24    |
| ЛФЭИ    | 4           | 2        | 6     | 4           | 10    | 4            | 14    | 3            | 17    | 5  | 22    |

Результат игры:
1. ЕрМИ
2. ЛФЭИ

- Игра прошла на съёмочной площадке Центрального дома Советской Армии им. Фрунзе.
- В роли дежурной команды выступила команда КВН ДГУ.
- Разминка закончилась конкурсом капитанов, в котором участвовали Армен Акопджанян (ЕрМИ) и Михаил Щедринский (ЛФЭИ).
- В рамках видео-рекламы на этой игре команды ЕрМИ и ЛФЭИ показали свои клипы для фестиваля «КиВиН '92» в Сочи.
- Со своей заявкой на этой игре выступила команда КВН «Коммунарские парижане» (г. Алчевск).

### Полуфиналы
Первый полуфинал
- Дата игры: осень
- Тема игры: Казино
- Команды: Эскадрон гусар (Львов), Уральские дворники (Екатеринбург)
- Жюри: Ярослав Голованов, Виктор Мережко, Анатолий Лысенко, Леонид Ярмольник, Вера Алентова, Владимир Меньшов, Юлий Гусман
- Конкурсы: Приветствие («Делайте ваши ставки, господа!»), Разминка («Но потом мне страшно повезло…»), Музыкальный конкурс («Шанс»), Выездной конкурс («Игровые автоматы»), Домашнее задание («Ва-банк»)

| Команда            | Приветствие | Разминка | общий | Муз. конкурс | общий | Выездной | общий | ДЗ  | Итого |
| ------------------ | ----------- | -------- | ----- | ------------ | ----- | -------- | ----- | --- | ----- |
| Эскадрон гусар     | 3,8         | 4,4      | 8,2   | 4,2          | 12,4  | 2,7      | 15,1  | 4,5 | 19,6  |
| Уральские дворники | 3,7         | 4        | 7,7   | 2,7          | 10,4  | 2,8      | 13,2  | 3,5 | 16,7  |

Результат игры:
1. Эскадрон гусар
2. Уральские дворники

- В музыкальном конкурсе «Уральские дворники» исполнили песню «Гимн со смыком», в котором строки гимна СССР перемешивались со строками стихотворения Некрасова «Однажды в студённую зимнюю пору…», чем шокировали некоторых членов жюри[5].
- Также, «Дворники» показали на этой игре домашнее задание про больницу, которое закончилось рассказом про свадьбу: «…и это было последним, что было связано с именем Союза Советских Социалистических Республик…»
- Команда «Эскадрон гусар» на этой игре показала номер «Песня о бороде», который также как и «Гимн со смыком» вызвал неоднозначную реакцию от членов жюри.
- Город, который представляла команда «Уральские дворники» на момент игры, уже носил нынешнее постсоветское название «Екатеринбург». «Дворники» являются единственной командой, представлявшей за один сезон город под разными названиями, поскольку нижегородская команда ГАЗ, игравшая годом ранее, другая екатеринбургская команда — «Соседи» и санкт-петербургская команда ЛФЭИ не прошли в полуфиналы своих сезонов, а также поскольку в 2019 году команда «Сборная Коргалжино» сыграла только в 1/8-й финала, которая состоялась до переименования Астаны в Нур-Султан, а в 2022 году команда «Не кипишуй» также вылетела из сезона до переименования столицы Казахстана обратно в Астану.

Второй полуфинал
- Дата игры: осень
- Тема игры: Творчество Булгакова
- Команды: НГУ (Новосибирск), ЕрМИ (Ереван)
- Жюри: Ярослав Голованов, Галина Волчек, Анатолий Лысенко, Карен Шахназаров, Александр Иванов
- Конкурсы: Приветствие («Встреча с неизвестным»), Разминка («Скажите, мессир»), Музыкальный конкурс («Обман публики»), Киноконкурс («Версия гибели Берлиоза»), Домашнее задание («Исполнение желаний»)

| Команда | Приветствие | Разминка | общий | Муз. конкурс | общий | Киноконкурс | общий | ДЗ  | Итого |
| ------- | ----------- | -------- | ----- | ------------ | ----- | ----------- | ----- | --- | ----- |
| НГУ     | 4,8         | 4,4      | 9,2   | 5            | 14,2  | 3,8         | 18    | 6,2 | 24,2  |
| ЕрМИ    | 4,6         | 5,4      | 10    | 4            | 14    | 3           | 17    | 5,6 | 22,6  |

Результат игры:
1. НГУ
2. ЕрМИ

- Игра была посвящена творчеству Михаила Афанасьевича Булгакова, и особенно книге «Мастер и Маргарита».
- На этой игре разминку совместили с капитанским конкурсом, в котором участвовали Рафаэл Менасбекян (ЕрМИ) и Сергей Бирюков (НГУ).
- На этой игре команда ЕрМИ сказала свои знаменитые[6] фразы: «Зло — это добро, пришедшее к власти» и «Мудрость — это глупость, которая накапливалась веками».
- На этой игре команда НГУ показала домашнее задание «Фарс»[7].
- В музыкальном конкурсе Игорь Шаров из НГУ показал вторую пародию на Олега Газманова («Наш Союз — наш общий дом» на мотив песни «Морячка»).
- Эта игра была последней в СССР.

### Финал
- Дата игры: 27 декабря
- Тема игры: Друзья
- Команды: НГУ (Новосибирск), Эскадрон гусар (Львов)
- Жюри: Ярослав Голованов, Виктор Мережко, Урмас Отт, Андрей Дементьев, Анатолий Лысенко, Марат Гюльбекян, Юлий Гусман
- Конкурсы: Приветствие («Сколько лет, сколько зим!»), Разминка («КВНовское толкование новогодних снов»), Музыкальный конкурс («Голубой огонёк»), Капитанский конкурс («Соло для часов с боем»), Литературный конкурс («Музей мифов и легенд КВН»), Домашнее задание («Старый Новый год»)

| Команда        | Приветствие | Разминка | общий | Муз. конкурс | общий | Капитанский | общий | Литературный | общий | ДЗ | Итого |
| -------------- | ----------- | -------- | ----- | ------------ | ----- | ----------- | ----- | ------------ | ----- | -- | ----- |
| НГУ            | 4,2         | 4        | 8,2   | 5            | 13,2  | 2,4         | 15,6  | 4,1          | 19,7  | 7  | 26,7  |
| Эскадрон гусар | 4,1         | 3        | 7,1   | 3,4          | 10,5  | 3,1         | 13,6  | 4,4          | 18    | 6  | 24    |

Результат игры:
1. НГУ
2. Эскадрон гусар

Команда НГУ стала чемпионом Высшей лиги 1991 года.
- Команда ВИСИ выступила на этой игре в качестве гостей.
- Игорь Шаров из НГУ на этой игре показал третью пародию на Олега Газманова (песня «Я родился, сидя на коне» на мотив песни «Есаул»).
- Капитанский конкурс играли Владимир Коняев («Эскадрон гусар») и Игорь Болдырев (НГУ). Болдырев стал третьим человеком, которого НГУ назначили капитаном команды. В этом конкурсе один из вопросов задал Юлий Гусман («Ваш корабль тонет, придумайте смешные стихи»).
- За членами жюри на этой игре сидели представители разных команд Клуба. Члены жюри имели право посоветоваться с КВНщиками перед тем, как выставить оценки.
- На этой игре член команды НГУ Александр Филюрин показал известную КВНовскоую пародию на Александра Серова, песня «Ты меня пучишь» (на мотив «Ты меня любишь»)[8].
- Это была первая игра после распада СССР. Домашнее задание новосибирцы закончили песней «В соревновании политических систем наш Союз нагишом первым к финишу пришёл…» на мотив «Happy New Year» группы «ABBA».
- Это был первый финал, в котором встретились только чемпионы КВН («Гусары» тоже стали чемпионами в 1995 году).

## Члены жюри
В сезоне 1991 игры Высшей лиги КВН судили 19 человек.
6 игр
- Ярослав Голованов

5 игр
- Юлий Гусман

4 игры
- Урмас Отт
- Леонид Ярмольник

3 игры
- Андрей Дементьев
- Анатолий Лысенко

2 игры
- Сергей Бабкин
- Виктор Мережко

1 игра
- Вера Алентова
- Галина Волчек
- Зиновий Высоковский
- Евгений Герасимов
- Марат Гюльбекян
- Александр Иванов
- Игорь Кваша
- Владимир Меньшов
- Михаил Мишин
- Сергей Соловьёв
- Карен Шахназаров

## Видео
- Первый четвертьфинал
- Второй четвертьфинал
- Третий четвертьфинал
- Четвёртый четвертьфинал
- Первый полуфинал
- Второй полуфинал
- Финал